# Liga Checa de Fútbol 2016-17
La ePojisteni.cz liga 2016-17 fue la vigésimo cuarta temporada de la Liga Checa de Fútbol, la máxima categoría del fútbol profesional de la República Checa. El torneo se comenzó a disputar el día 29 de julio de 2016 y finalizó el 26 de mayo de 2017, se tiene considerado un receso invernal entre los meses de noviembre y febrero.

## Ascensos y descensos
Los clubes Sigma Olomouc y Baník Ostrava, descendidos la temporada anterior, son reemplazados para este torneo por el campeón y subcampeón de la Druhá liga, el MFK Karviná y el FC Hradec Králové.
| Pos. | Descendidos de la Synot liga 2015-16 |
| ---- | ------------------------------------ |
| 15.º | Sigma Olomouc                        |
| 16.º | Baník Ostrava                        |

| Pos. | Ascendidos de la Druhá liga 2015-16 |
| ---- | ----------------------------------- |
| 1.º  | MFK Karviná                         |
| 2.º  | FC Hradec Králové                   |

## Información de los equipos
| Club                | Ciudad           | Estadio                   | Capacidad |
| ------------------- | ---------------- | ------------------------- | --------- |
| Bohemians 1905      | Praga            | Ďolíček                   | 5.000     |
| FK Dukla Praga      | Praga            | Stadion Juliska           | 8.150     |
| FC Hradec Králové   | Hradec Králové   | Všesportovní stadion      | 7.220     |
| FK Jablonec         | Jablonec         | Stadion Střelnice         | 6.280     |
| MFK Karviná         | Karviná          | Městský stadion (Karviná) | 4.833     |
| FK Mladá Boleslav   | Mladá Boleslav   | Městský stadion (MB)      | 5.000     |
| FC Fastav Zlín      | Zlín             | Letná Stadion             | 6.300     |
| 1. FK Příbram       | Příbram          | Na Litavce                | 9.100     |
| SK Slavia Praga     | Praga            | Eden Arena                | 20.800    |
| 1. FC Slovácko      | Uherské Hradiště | Městský fotbalový stadion | 8.121     |
| FC Slovan Liberec   | Liberec          | Stadion u Nisy            | 9.900     |
| AC Sparta Praga     | Praga            | Generali Arena            | 19.416    |
| FK Teplice          | Teplice          | Na Stínadlech             | 18.221    |
| FC Viktoria Plzeň   | Pilsen           | Doosan Arena              | 11.722    |
| FC Vysočina Jihlava | Jihlava          | Stadion v Jiráskove ulici | 4.075     |
| FC Zbrojovka Brno   | Brno             | Městský stadion (Brno)    | 12.550    |

## Tabla de posiciones
- Actualizado el 27 de mayo de 2017.[1]

| Pos. | Equipo           | Pts. | PJ | G  | E  | P  | GF | GC | Dif. | Clasificación o descenso                                                  |
| ---- | ---------------- | ---- | -- | -- | -- | -- | -- | -- | ---- | ------------------------------------------------------------------------- |
| 1    | Slavia Praga (C) | 69   | 30 | 20 | 9  | 1  | 65 | 22 | +43  | Clasifica a Liga de Campeones de la UEFA 2017-18                          |
| 2    | Viktoria Plzeň   | 67   | 30 | 20 | 7  | 3  | 47 | 21 | +26  | Clasifica a Liga de Campeones de la UEFA 2017-18                          |
| 3    | Sparta Praga     | 57   | 30 | 16 | 9  | 5  | 47 | 26 | +21  | Clasifica a tercera fase clasificatoria de Liga Europa de la UEFA 2017-18 |
| 4    | Mladá Boleslav   | 49   | 30 | 13 | 10 | 7  | 47 | 37 | +10  | Clasifica a segunda fase clasificatoria de Liga Europa de la UEFA 2017-18 |
| 5    | FK Teplice       | 48   | 30 | 13 | 9  | 8  | 38 | 25 | +13  |                                                                           |
| 6    | Fastav Zlín      | 41   | 30 | 11 | 8  | 11 | 34 | 35 | −1   | Clasifica a fase de grupos de Liga Europa de la UEFA 2017-18              |
| 7    | Dukla Praga      | 40   | 30 | 11 | 7  | 12 | 39 | 35 | +4   |                                                                           |
| 8    | FK Jablonec      | 39   | 30 | 9  | 12 | 9  | 43 | 38 | +5   |                                                                           |
| 9    | Slovan Liberec   | 39   | 30 | 10 | 9  | 11 | 31 | 28 | +3   |                                                                           |
| 10   | MFK Karviná      | 34   | 30 | 9  | 7  | 14 | 39 | 49 | −10  |                                                                           |
| 11   | Zbrojovka Brno   | 32   | 30 | 6  | 14 | 10 | 32 | 45 | −13  |                                                                           |
| 12   | FC Slovácko      | 32   | 30 | 6  | 14 | 10 | 29 | 38 | −9   |                                                                           |
| 13   | Bohemians 1905   | 28   | 30 | 7  | 7  | 16 | 22 | 39 | −17  |                                                                           |
| 14   | Vysočina Jihlava | 27   | 30 | 6  | 9  | 15 | 26 | 47 | −21  |                                                                           |
| 15   | Hradec Králové   | 27   | 30 | 8  | 3  | 19 | 29 | 51 | −22  | Descenso a la Liga Nacional de fútbol                                     |
| 16   | FK Příbram       | 22   | 30 | 6  | 4  | 20 | 29 | 61 | −32  | Descenso a la Liga Nacional de fútbol                                     |

 Fuente: ePojisteni.cz liga, Soccerway
Criterios de clasificación: 1) Puntos; 2) puntos entre sí; 3) diferencia de goles; 4) Goles marcados.
- Fastav Zlín clasifica a fase de grupos de Liga Europa de la UEFA 2017-18 como vencedor de la Copa de la República Checa 2016-17.

## Máximos goleadores
Actualizado al 27 de mayo de 2017
| Pos. | Jugador         | Club             | Goles |
| ---- | --------------- | ---------------- | ----- |
| 1    | Milan Škoda     | Slavia Praga     | 15    |
| 1    | David Lafata    | Sparta Praga     | 15    |
| 3    | Muris Mešanovič | Slavia Praga     | 12    |
| 4    | Michal Škoda    | Zbrojovka Brno   | 10    |
| 4    | Michal Krmenčík | Viktoria Plzeň   | 10    |
| 6    | Jan Chramosta   | Mladá Boleslav   | 9     |
| 6    | Dāvis Ikaunieks | Vysočina Jihlava | 9     |